# 너너테레사 티라나 국제공항
너너테레사 티라나 국제공항(알바니아어: Aeroporti Ndërkombëtar i Tiranës Nënë Tereza, 국제 항공 운송 협회: TIA, 국제 민간 항공 기구: LATI)은 현재 알바니아의 유일의 국제공항이다. 티라나에서 북서쪽으로 11km 떨어진 두러스주 리나스에 위치하여 있는 탓에, 리나스 국제공항으로 불리기도 한다. 너너테레사 티라나 국제공항이라는 이름은 2001년 알바니아 출신의 로마 카톨릭 소속의 테레사 수녀의 이름에서 따온 것이다.
티라나 국제공항은 발칸반도에서 가장 바쁜 공항들 중 하나이며, 2016년에는 220만 명의 탑승객이 공항을 거쳐갔다. 티라나 국제공항에서는 유럽 지역을 연결하는 국제 노선을 제공하고 있다. 알바니아 국적 항공사인 알바윙스의 거점 공항이며, 아드리아 항공, 블루 파노라마 항공, 어네스트 항공 그리고 미스트랄 항공의 거점이 되어주고 있다.

## 같이 보기
- 알바니아의 경제